# Damnacanthus indicus
Damnacanthus indicus là một loài thực vật có hoa trong họ Thiến thảo. Loài này được C.F.Gaertn. mô tả khoa học đầu tiên năm 1805.

## Hình ảnh

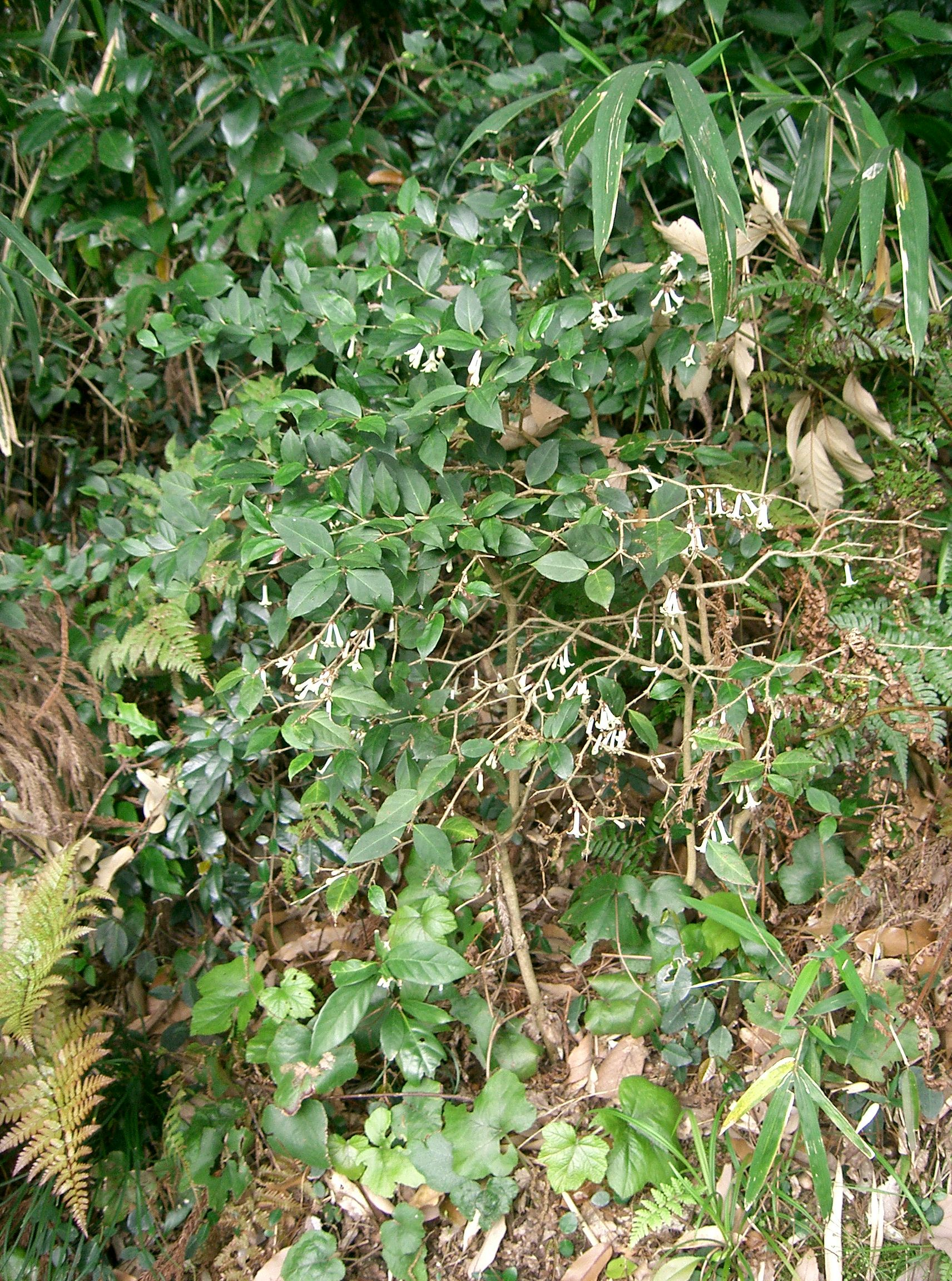
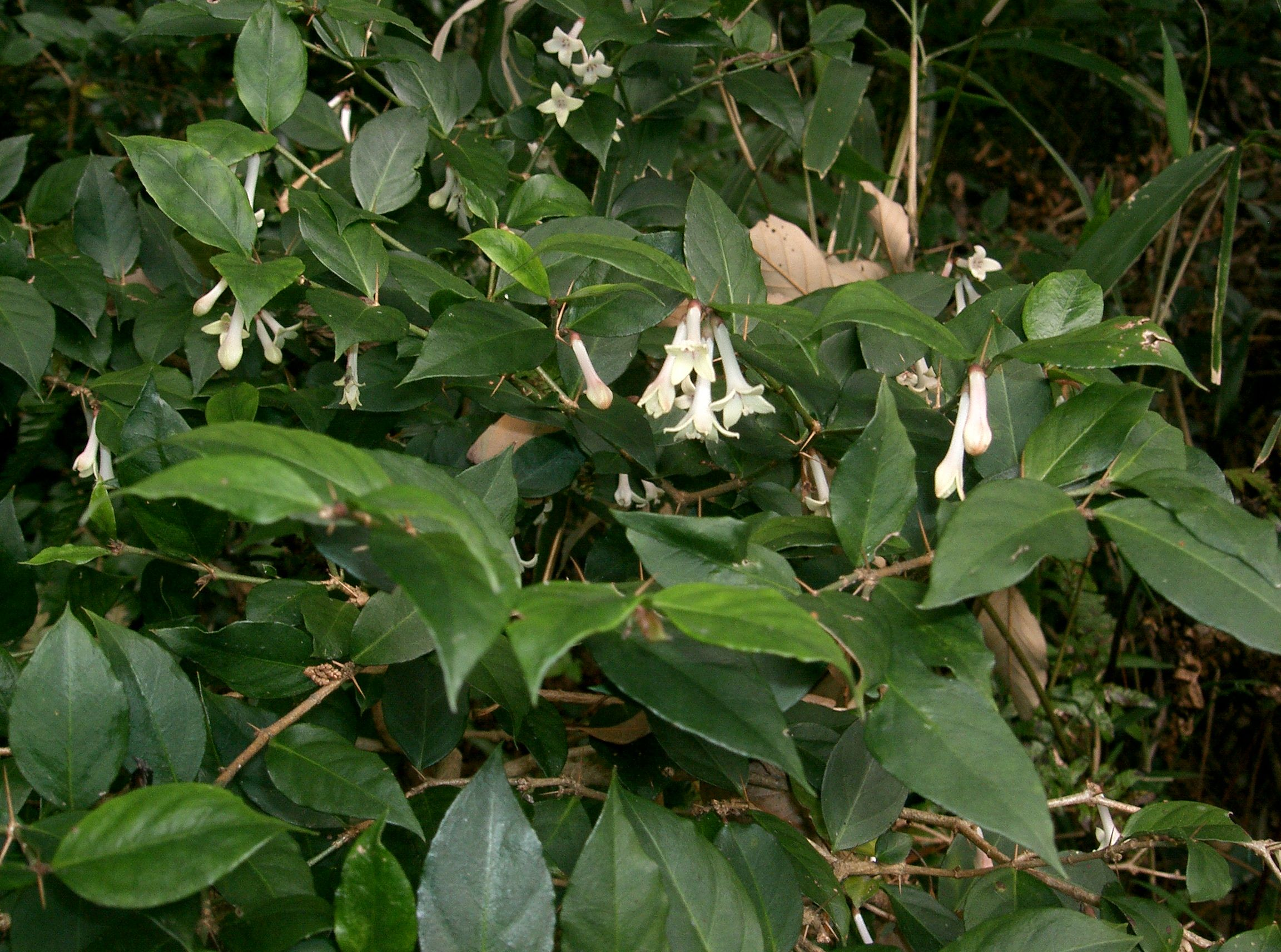
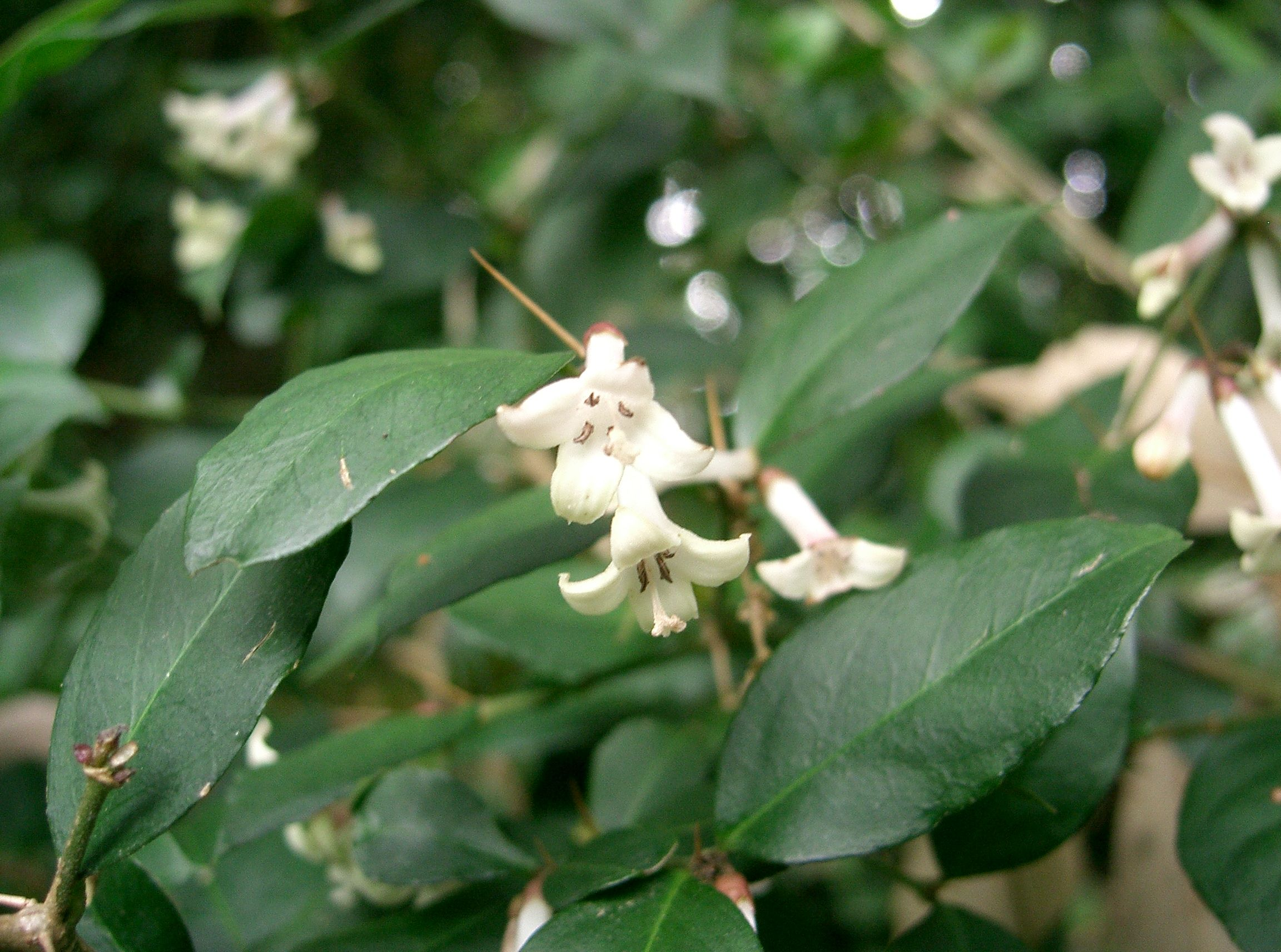
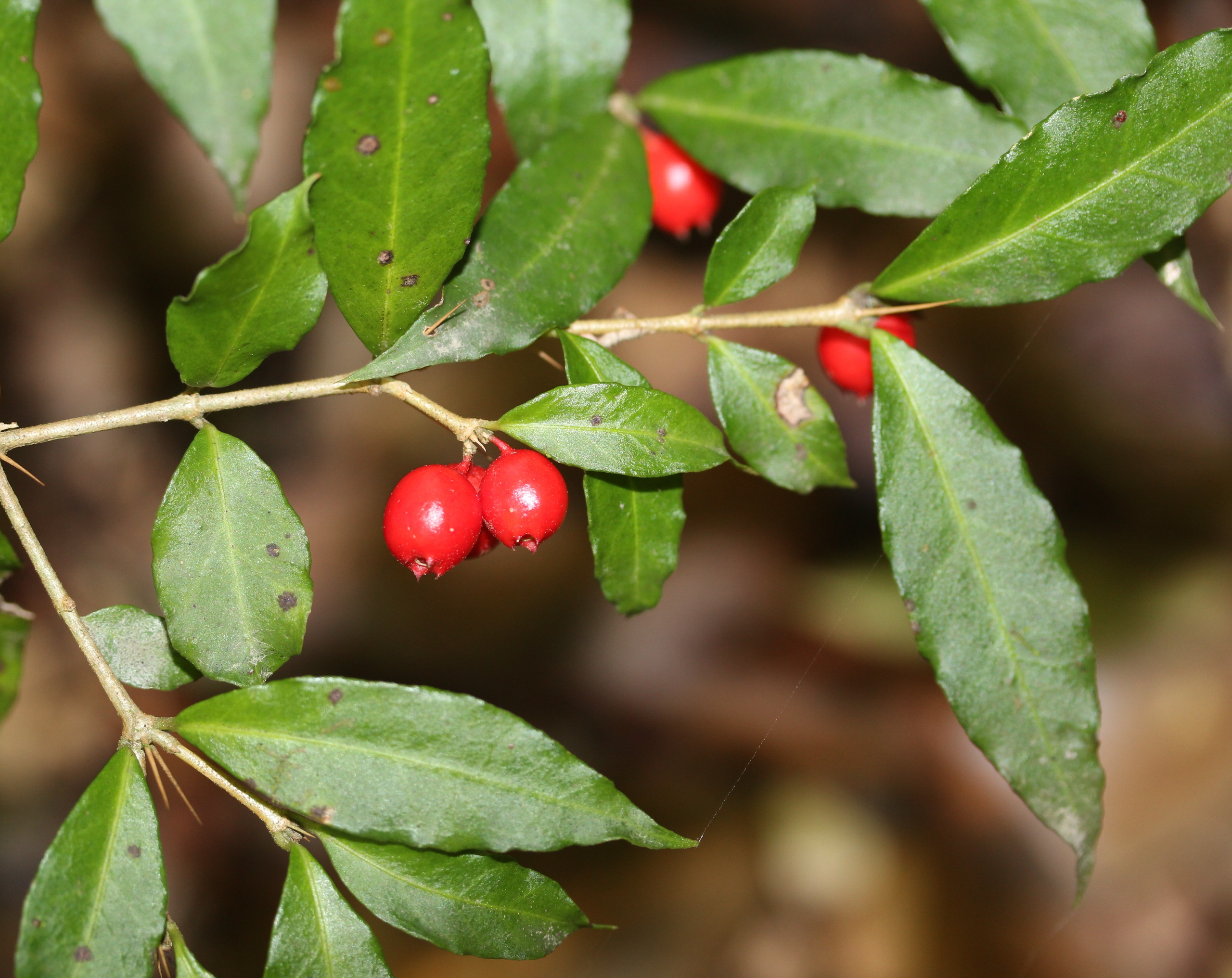